# 442 км
442 км — железнодорожная будка (тип населённого пункта) Елецкого района Липецкой области. Входит в состав Архангельского сельского поселения

## География
Железнодорожная будка находится около федеральной трассы М4 «Дон», на расстоянии 12 км к юго-востоку от города Елец, административного центра района.

### Часовой пояс
Железнодорожная будка 442 км, как и вся Липецкая область, находится в часовой зоне МСК (московское время). Смещение применяемого времени относительно UTC составляет +3:00.

## История
Населённый пункт появился при строительстве железной дороги. В селении жили семьи тех, кто обслуживал железнодорожную инфраструктуру. 

## Население
| 2010 |
| ---- |
| 9    |

## Улицы
В населённом пункте имеется одна улица — Железнодорожная.

## Инфраструктура
Путевое хозяйство. Действует железнодорожная платформа 442 км на линии Касторная-Новая — Елец.